# Gübsensee
Der Gübsensee ist ein Stausee im Quartier Winkeln im Westen der Stadt St. Gallen in der Schweiz. Er befindet sich westlich der Sitter in einem ehemaligen Sumpfgebiet nahe der Grenze zum Kanton Appenzell Ausserrhoden. Der See wird im Osten von einer der ältesten Gewichtsstaumauern der Schweiz begrenzt. Sein Wasser wird im Kraftwerk Kubel seit dem 19. Oktober 1900 zur Erzeugung elektrischer Energie verwendet.

## Geschichte
Bereits vor mehr als 500 Jahren muss sich an dieser Stelle ein See oder zumindest ein Tümpel befunden haben, wie aus alten Schriften hervorgeht. Den Namen erhielt der See wohl von dem noch heute auf der Nordseite liegenden Bauernhof. «Gubesi» und «Gübsi», von althochdeutsch cubisi für «Bauernhütte» wird auf der Eschmann-Karte von 1846 zu «Gübsen». Die Staumauer und die Wälle, die den heutigen See begrenzen, wurden zwischen 1898 und 1900 unter dem leitenden Ingenieur Louis Kürsteiner errichtet.

## Geografie
Der See befindet sich in einem Hochtal über der Sitter am Fusse der Voralpen. Das etwas mehr als 1100 Meter lange und 200 Meter breite Gewässer wird im Westen und teilweise im Norden durch künstliche Erdwälle in seinen Grenzen gehalten, im Osten durch die Mauer. Wegen seiner über dem Tal erhöhten Lage hat der See keine grösseren natürlichen Zuflüsse. Das Wasser, das weiter südlich von der Urnäsch und der Sitter gefasst wird, wird durch zwei Stollen in den See geleitet. An der Südflanke des Sees verläuft die Bahnlinie St. Gallen–Herisau(–Wattwil) mit der Haltestelle «Gübsensee». Seit dem Fahrplanwechsel vom 9. Dezember 2018 wird diese nicht mehr bedient.
Dank seiner Lage nahe bei der Stadt ist der See ein beliebtes Naherholungsgebiet. Um den See verläuft ein vielbegangener Spazierweg, der auch von vielen Joggern verwendet wird, weil er keinerlei Steigungen aufweist. Im westlichen Teil des Sees ist auch das Baden toleriert.

## Mauer
Im Osten befindet sich die 105 m lange und 23,5 m hohe Gewichtsstaumauer, die am Fuss 15 m breit ist. Der wenig befahrene Fahrweg auf der Mauer ist gerade noch 3 m breit. Da die Strasse, die vom Südende über die Sturzenegg hinauf nach Herisau führt, wegen ihrer Steilheit kaum für normale Fahrzeuge passierbar ist, verkehren hier nur Fahrräder und Fussgänger.

## Naturschutzgebiet

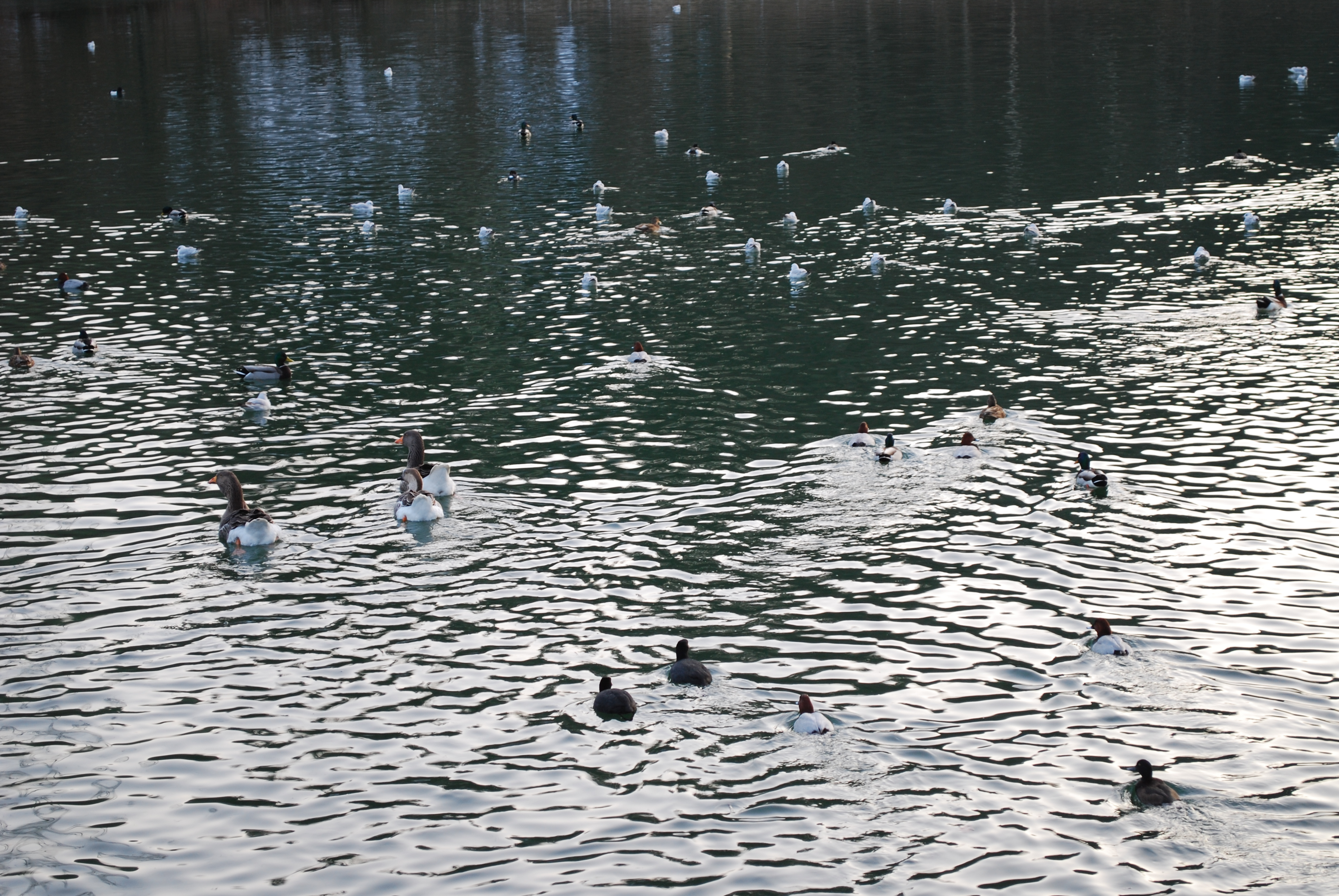
Zahlreiche Wasservögel tummeln sich auf dem See

Der Gübsensee und das umliegende Ufergelände stehen heute unter Naturschutz. Verschiedene Entenarten bevölkern das Gewässer, darunter Reiherenten, Stockenten, Tafelenten,  und Blässhühner sowie natürlich Möwen. Saisonal sind auch Wildgänse und sogar Schwanengänse zu beobachten. Der See friert wegen der starken Strömung im östlichen Teil nie vollständig zu, weshalb sich hier auch im Winter noch viele Vögel im Wasser tummeln.

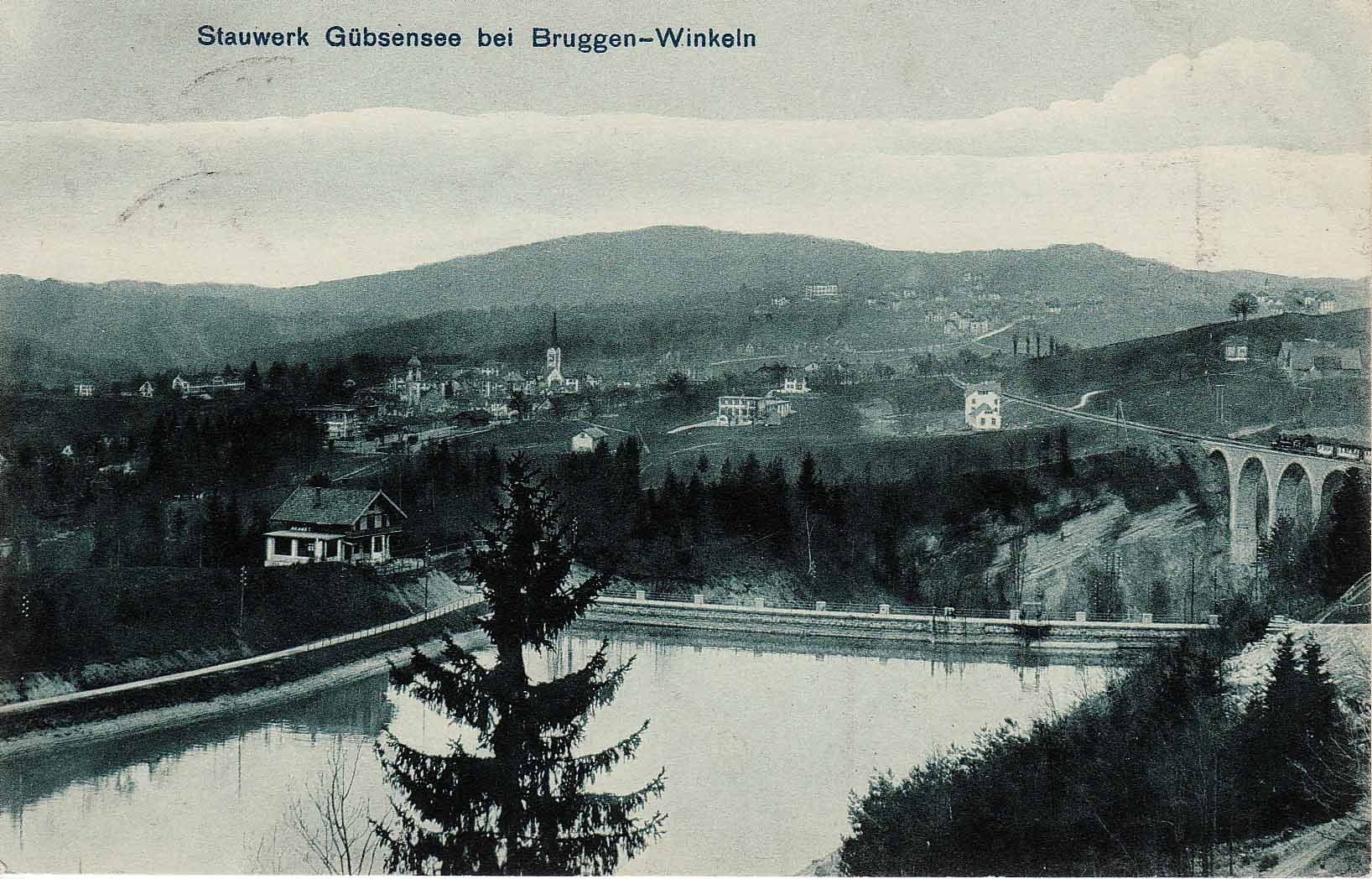
Winkeln, Gübsensee, ca. 1910: Blick gegen Osten; Staumauer und Restaurant Neu-Gübsen; ganz rechts das neuerstellte Sitterviadukt der Bodensee-Toggenburg-Bahn

## Seevermessung

Seevermessung

2011 wurde der Gübsensee anlässlich einer Diplomarbeit an der NTB Buchs  mit einem Echolot vermessen und aus den Daten ein Geländemodell erstellt.